# NetBeans
NetBeans là một môi trường phát triển tích hợp (IDE) cho Java. NetBeans cho phép các ứng dụng được phát triển từ một tập hợp các thành phần phần mềm được gọi là modules. NetBeans chạy trên Windows, macOS, Linux và Solaris. Ngoài việc phát triển Java, nó còn có các phần mở rộng cho các ngôn ngữ khác như PHP, C, C++, HTML5, và JavaScript. Các ứng dụng dựa trên NetBeans, bao gồm NetBeans IDE, có thể được mở rộng bởi các nhà phát triển bên thứ ba.

## Lịch sử
NetBeans bắt đầu năm 1996 với tên gọi Xelfi (chơi chữ của Delphi), một dự án Java IDE của sinh viên dưới sự hướng dẫn của Khoa Toán - Lý tại Charles University tại Prague. Năm 1997, Roman Staněk đã thành lập một công ty xung quanh dự án và sản xuất các phiên bản thương mại của NetBeans IDE cho đến khi Sun Microsystems mua lại nó năm 1999. Sun mở mã nguồn của NetBeans IDE vào tháng 6 năm sau. Kể từ đó, Cộng đồng NetBeans tiếp tục phát triển. Năm 2010, Sun (và do đó NetBeans) đã được bị Oracle Corporation mua lại. Dưới thời Oracle, NetBeans đã cạnh tranh với JDeveloper, một IDE miễn phí trong lịch sử là một sản phẩm của công ty. Tháng 9/2016, Oracle đã đệ trình một đề xuất quyên tặng dự án NetBeans cho Apache Software Foundation, nói rằng đó là "mở ra mô hình quản trị NetBeans để tạo cho NetBeans thành tiếng nói lớn hơn trong định hướng của dự án và thành công trong tương lai thông qua việc phát hành Java 9 và NetBeans 9 sắp tới". Động thái này được xác nhận bởi nhà sáng tạo James Gosling. Dự án gia nhập Apache Incubator tháng 10/2016.
Các phát hành của NetBeans IDE
NetBeans IDE 6.0 đã giới thiệu hỗ trợ phát triển các mô-đun IDE và các ứng dụng khách phong phú dựa trên nền tảng NetBeans, trình xây dựng GUI Java Swing (trước đây gọi là "Project Matisse"), hỗ trợ CVS cải tiến, hỗ trợ WebLogic 9 và JBoss 4 và nhiều cải tiến trình soạn thảo. NetBeans 6 có sẵn trong kho chính thức của các bản phân phối Linux chính.
NetBeans IDE 6.5, phát hành tháng 11/2008, mở rộng các tính năng Java EE (bao gồm hỗ trợ Java Persistence, EJB 3 và JAX-WS). Ngoài ra, NetBeans Enterprise Pack hỗ trợ phát triển các ứng dụng doanh nghiệp Java EE 5, bao gồm bao gồm các công cụ thiết kế trực quan SOA, công cụ lược đồ XML, phối hợp dịch vụ web (cho BPEL) và mô hình hóa UML. NetBeans IDE Bundle cho C/C++ hỗ trợ phát triển bằng C/C++ và FORTRAN.
NetBeans IDE 6.8 là IDE đầu tiên cung cấp các hỗ trợ đầy đủ cho Java EE 6 và GlassFish Enterprise Server v3. Các nhà phát triển lưu trữ các dự án nguồn mở của họ trên kenai.com cũng được hưởng lợi từ việc tích hợp và điều hướng theo dõi vấn đề ngay lập tức trong IDE, hỗ trợ phát triển ứng dụng web với PHP 5.3 và Symfony framework, và cải thiện hoàn thành mã, bố cục, gợi ý và điều hướng trong các dự án JavaFX.
NetBeans IDE 6.9, phát hành tháng 6/2010, bổ sung hỗ trợ cho OSGi, Spring Framework 3.0, Java EE dependency injection (JSR-299), Zend Framework cho PHP, và điều hướng mã dễ dàng hơn (như chú thích "Is Overridden/Implemented"), định dạng, gợi ý và tái cấu trúc trên một số ngôn ngữ.
NetBeans IDE 7.0 phát hành tháng 4/2011. Ngày 1/8/2011, NetBeans Team phát hành NetBeans IDE 7.0.1, hỗ trợ đầy đủ cho bản phát hành chính thức của nền tảng Java SE 7.
NetBeans IDE 7.3 phát hành tháng 2/2013 bổ sung các hỗ trợ cho công nghệ HTML5 và web.
NetBeans IDE 7.4 phát hành ngày 15/10/2013.
NetBeans IDE 8.0 phát hành ngày 18/3/2014.
NetBeans IDE 8.1 phát hành ngày 4/11/2015.
NetBeans IDE 8.2 phát hành ngày 3/10/2016.
Netbeans 9.0, bổ sung các hỗ trợ cho Java 9 và 10, phát hành ngày 29/7/ 2018, bởi dự án Apache Incubator.
NetBeans 10.0 phát hành ngày 27/12/2018. Nó hỗ trợ cho Java 11 và cải tiến các hỗ trợ cho PHP (7.0–7.3).
NetBeans 11.0 phát hành ngày 4/4/2019.
NetBeans 11.1 phát hành ngày 22/7/2019.

## NetBeans Platform

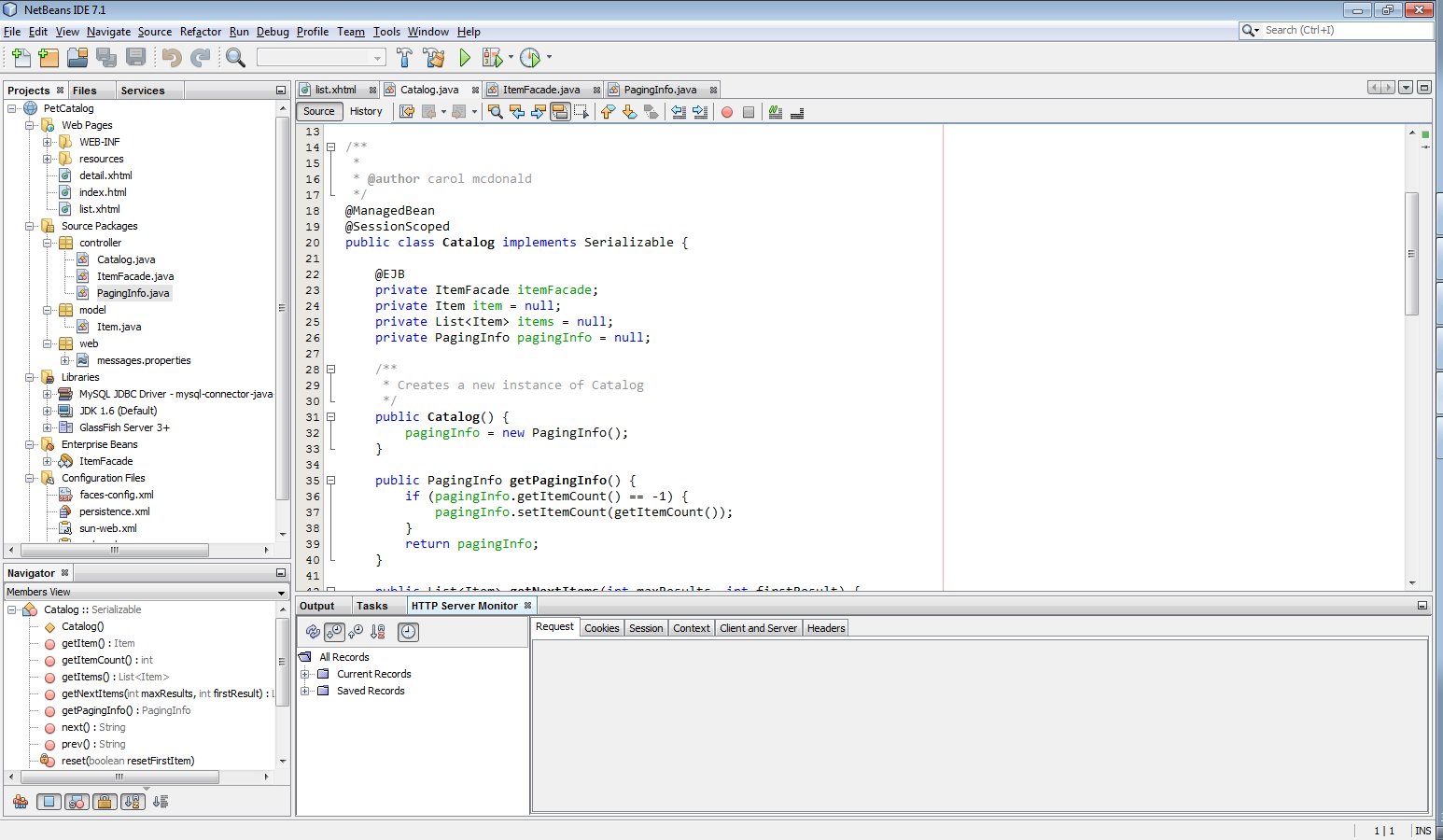
Giao diện NetBeans

NetBeans Platform là một nền tảng để đơn giản hóa việc phát triển các ứng dụng desktop Java Swing. NetBeans IDE bundle for Java SE chứa những gì cần thiết để bắt đầu phát triển các plugin NetBeans và các ứng dụng dựa trên NetBeans Platform; không yêu cầu SDK bổ sung.
Các ứng dụng có thể cài đặt các module động. Bất kỳ ứng dụng nào cũng có thể bao gồm module Update Center cho phép người dùng download các bản nâng cấp chữ ký số và các tính năng mới trực tiếp vào ứng dụng đang chạy. Cài đặt lại bản nâng cấp hoặc bản phát hành mới không buộc người dùng phải tải lại toàn bộ ứng dụng.
Nền tảng cung cấp các dịch vụ có thể tái sử dụng phổ biến cho các ứng dụng desktop, cho phép các nhà phát triển tập trung vào logic cụ thể cho ứng dụng của họ. Trong số các tính năng của nền tảng là:
- Quản lý giao diện người dùng (ví dụ. menu và thanh công cụ)
- Quản lý cài đặt người dùng
- Quản lý kho lưu trữ (Thực hiện lưu trữ hiệu quả)
- Quản lý của sổ
- Wizard framework (hỗ trợ các hộp thoại từng bước)
- NetBeans Visual Library
- Công cụ phát triển tích hợp

Một bản giới thiệu các ứng dụng được phát triển trên nền tảng NetBeans có sẵn tạihttps://netbeans.org/features/platform/showcase.html Lưu trữ ngày 3 tháng 10 năm 2019 tại Wayback Machine

## NetBeans IDE
NetBeans IDE là một IDE nguồn mở. NetBeans IDE hỗ trợ phát triển tất cả các loại ứng dụng Java (Java SE (bao gồm JavaFX), Java ME, web, EJB và ứng dụng mobile). Trong số các tính năng khác là hệ thống dự án dựa trên Ant, hỗ trợ Maven, cải tiến mã nguồn, quản lý phiên bản (hỗ trợ CVS, Subversion, Git, Mercurial và Clearcase).
Tính mô đun: Tất cả các chức năng của IDE được cung cấp bởi các mô-đun. Mỗi mô-đun cung cấp một chức năng được xác định rõ, chẳng hạn như hỗ trợ ngôn ngữ Java, chỉnh sửa hoặc hỗ trợ cho hệ thống phiên bản CVS và SVN. NetBeans chứa tất cả các mô-đun cần thiết để phát triển Java trong một lần tải xuống, cho phép người dùng bắt đầu làm việc ngay lập tức. Các mô-đun cũng cho phép NetBeans được mở rộng. Các tính năng mới, như hỗ trợ cho các ngôn ngữ lập trình khác, có thể được thêm bằng cách cài đặt các mô-đun bổ sung. Chẳng hạn, Sun Studio, Sun Java Studio Enterprise và Sun Java Studio Creator từ Sun Microsystems đều dựa trên NetBeans IDE.
Cấp phép: IDE được cấp phép theo Apache License 2.0. Trước đó, từ tháng 7/2006 đến 2007, NetBeans IDE đuwocj cấp phép theo Common Development and Distribution License (CDDL) của Sun, một giấy phép dựa trên Mozilla Public License (MPL). Tháng 10/2007, Sun thông báo NetBeans từ đó sẽ được cung cấp theo cấp phép kép theo các giấy phép CDDL và GPL v2, với GPL linking exception cho GNU Classpath. Oracle đã quyên tặng NetBeans Platform và IDE cho Apache Foundation nơi nó đã trải qua quá trình ươm tạo và tốt nghiệp như một dự án cấp cao nhất vào tháng 4 năm 2019.

## Sản phẩm khác
Trong một cuộc phỏng vấn vào tháng 10 năm 2016 với Gabriela Motroc, Phó chủ tịch của Oracle Bill Pataky tuyên bố rằng Oracle có một số sản phẩm phụ thuộc vào NetBeans.
- Oracle Developer Studio, môi trường phát triển C, C++, Fortran và Java thương mại, 100% dựa trên NetBeans
- Oracle JDeveloper, một sự phát triển end-to-end cho công nghệ ngăn xếp của Oracle lấy các hệ thống con chính từ NetBeans
- Oracle JavaScript Extension Toolkit, một modular, bộ công cụ mã nguồn mở, dựa trên các nguyên tắc thiết kế và phát triển JavaScript, CSS3 và HTML5 hiện đại sử dụng NetBeans làm IDE ưa thích của nó.[17]

## Phân phối thay thế

### CoolBeans
Năm 2018, trong khi NetBeans vẫn còn trong vườn ươm Apache, một thay thế của NetBeans, được gọi là CoolBeans đã được ra mắt độc lập. CoolBeans cung cấp trình cài đặt cho Windows, ứng dụng gốc cho macOS, bao gồm một Java Development Kit, các mô đun gốc để thông báo hệ thống cũng như một số mô đun Java Enterprise.

## NetBeans IDE Download Bundles
Người dùng có thể chọn để tải về các gói NetBeans IDEphù hợp với nhu cầu phát triển cụ thể. Người dùng cũng có thể tải xuống và cài đặt tất cả các tính năng khác vào một ngày sau đó trực tiếp thông qua NetBeans IDE.

### NetBeans IDE Bundle for Web and Java EE
NetBeans IDE Bundle for Web & Java EE cung cấp các công cụ hoàn chỉnh cho tất cả các tiêu chuẩn Java EE 6, bao gồm Java EE 6 Web Profile mới, Enterprise Java Beans (EJBs), servlet, Java Persistence API, web service, và chú thích.
NetBeans cũng hỗ trợ JSF 2.0 (Facelets), JavaServer Pages (JSP), Hibernate, Spring, và Struts frameworks, và các nền tảng Java EE 5 và J2EE 1.4. It includesnos cũng bao gồm GlassFish và Apache Tomcat.
Một số tính năng của nó với javaEE bao gồm
- Cải thiện hỗ trợ cho các dịch vụ CDI, REST và Java Persistence
- Hỗ trợ mới cho Bean Validation
- Hỗ trợ cho các thư viện thành phần JSF, bao gồm thư viện PrimeFaces đi kèm
- Cải thiện chỉnh sửa cho Expression Language trong JSF, bao gồm hoàn thành mã, tái cấu trúc và gợi ý

### NetBeans IDE Bundle for PHP
NetBeans hỗ trợ PHP từ phiên bản 6.5. Bundle for PHP bao gồm:
- Tô sáng cú pháp, hoàn thành mã, tô sáng sự cố, tô sáng lỗi, kiểm soát phiên bản CVS
- phân tích ngữ nghĩa bằng cách làm nổi bật các tham số và các biến cục bộ không sử dụng
- gỡ lỗi mã PHP với xdebug
- kiểm thử đơn vị PHP với PHPUnit và Selenium
- Code coverage
- hỗ trợ framework Symfony (từ phiên bản 6.8)
- hỗ trợ Zend Framework (từ phiên bản 6.9)
- hỗ trợ Yii Framework (từ phiên bản 7.3)
- hỗ trợ namespace và closure PHP 5.3 (từ phiên bản6.8)
- Code Folding for Control Structures (từ phiên bản 7.2 dev)[21]

### NetBeans IDE Complete Bundle
Oracle cũng phát hành một phiên bản NetBeans bao gồm tất cả các tính năng của các gói trên. Gói này bao gồm:
- NetBeans Base IDE
- Java SE, JavaFX
- Web and Java EE
- Java ME
- C/C++
- PHP (Phiên bản 5.5 trở đi)
- asd
- Apache Groovy
- GlassFish
- Apache Tomcat

Hỗ trợ chính thức cho Ruby đã bị loại bỏ từ phiên bản 7.0.

## Bản địa hóa
NetBeans IDE được dịch ra các ngôn ngữ bao gồm:
- Brazilian Portuguese (BR), từ 5.5
- Tiếng Nhật (JP), từ 3.4
- Chữ Hán giản thể (ZH)

Các bản dịch cộng đồng cũng có sẵn cho các ngôn ngữ bên dưới:
| Ngôn ngữ            | Nền tảng    | Java SE (IDE) | All         |
| ------------------- | ----------- | ------------- | ----------- |
| Afrikaans           | As of 6.9   | Không         | Không       |
| Albanian            | As of 5.5   | Không         | Không       |
| Azerbaijani         | Không       | Không         | Không       |
| Catalan             | As of 6.7.1 | As of 6.7.1   | As of 6.9.1 |
| Czech               | As of 6.0   | Không         | Không       |
| Dutch               | Có          | Có            | Không       |
| Filipino            | As of 6.9   | Không         | Không       |
| French              | Có          | Có            | Không       |
| Galician            | Có          | Có            | As of 6.8   |
| German              | As of 5.5   | As of 5.5     | Không       |
| Greek               | As of 6.9   | Không         | Không       |
| Hindi               | As of 6.9   | Không         | Không       |
| Indonesian          | As of 5.5   | Không         | Không       |
| Italian             | Có          | Có            | Không       |
| Korean              | As of 5.0   | As of 5.0     | Không       |
| Lithuanian          | As of 6.9   | Không         | Không       |
| Romanian            | As of 6.8   | Không         | Không       |
| Russian             | As of 5.0   | As of 6.9.1   |             |
| Serbian             | As of 6.9   | Không         | Không       |
| Spanish             | As of 5.5   | As of 5.5     | Không       |
| Swedish             | Có          | Có            | Không       |
| Traditional Chinese | Có          | Có            | Không       |
| Turkish             | Có          | Có            | Không       |
| Vietnamese          | As of 6.9   | Không         | Không       |